# Franklin (Nowy Jork)
Franklin – wieś w USA, w stanie Nowy Jork, w hrabstwie Delaware. W 2000 roku wieś miała 402 mieszkańców.